# Dank
Dank ist die wohlwollende Erwiderung empfangener Hilfe, auch selbstverständlicher Leistungen; sie gilt als eine allgemeine ethische Forderung an den Menschen. Dankbarkeit ist ein Gefühl oder eine Haltung in Anerkennung einer materiellen oder immateriellen Zuwendung, die man erhalten hat oder erhalten wird. Sie ist zu unterscheiden von der Pflicht der Dankesschuld.
Etymologisch kommt Dank von Denken, also ist Dank „das in denkender Gesinnung sich äußernde Gefühl“.
Vom Dank abgeleitet ist die Höflichkeitsformel „danke“, eine sprachliche Interjektion. Von einer Danksagung spricht man bei meist förmlich geschriebenen Äußerungen des Dankes, besonders für die Anteilnahme bei einem Todesfall.

## Näheres
Dankbarkeit setzt voraus, dass der Empfänger einer Wohltat etwas bekommt, das er nicht einfordern kann. Oft wird Dankbarkeit jedoch auch dort erwiesen oder erwartet, wo lediglich eine Pflicht erfüllt wurde (z. B. Altenbetreuung, Abgabe von Fundgegenständen etc.), die auch zurückgewiesen werden könnte.
Aristoteles und Cicero bemerkten in ihren Abhandlungen, es verletze die Selbstachtung, sich durch Annahme von Wohltaten zur Dankbarkeit verpflichten zu lassen. Diese Betrachtungsweise zeigen auch Menschen, die zu stolz sind, sich etwas schenken zu lassen, obwohl sie der Wohltat eigentlich bedürften. In manchen Kulturen ist man sogar erschrocken über Geschenke – wohl aus Furcht, diese nicht angemessen erwidern zu können.
Undankbarkeit und Undank sind nicht nur ein Fehlen von Dankbarkeit, sondern zusätzlich eine Einstellung (auch „Geisteshaltung“ genannt), die im Widerspruch zu der Tatsache steht, eine Wohltat erhalten zu haben.
Undank kann z. B. zur Folge haben, dass der Empfänger den Wohltäter unangemessen (unfreundlich, grob o. ä.) behandelt. Dies kann dem Wohltäter und/oder Dritten negativ auffallen und das Ansehen (das Image, das Renommee, die Reputation) des Undankbaren senken, beschädigen oder ruinieren: So lautete die „Botschaft der Tugend“, die in den moralischen Wochenschriften und in der Pädagogik der Aufklärung ausgangs des 18. Jahrhunderts massiv propagiert wurde.

## Geschichte

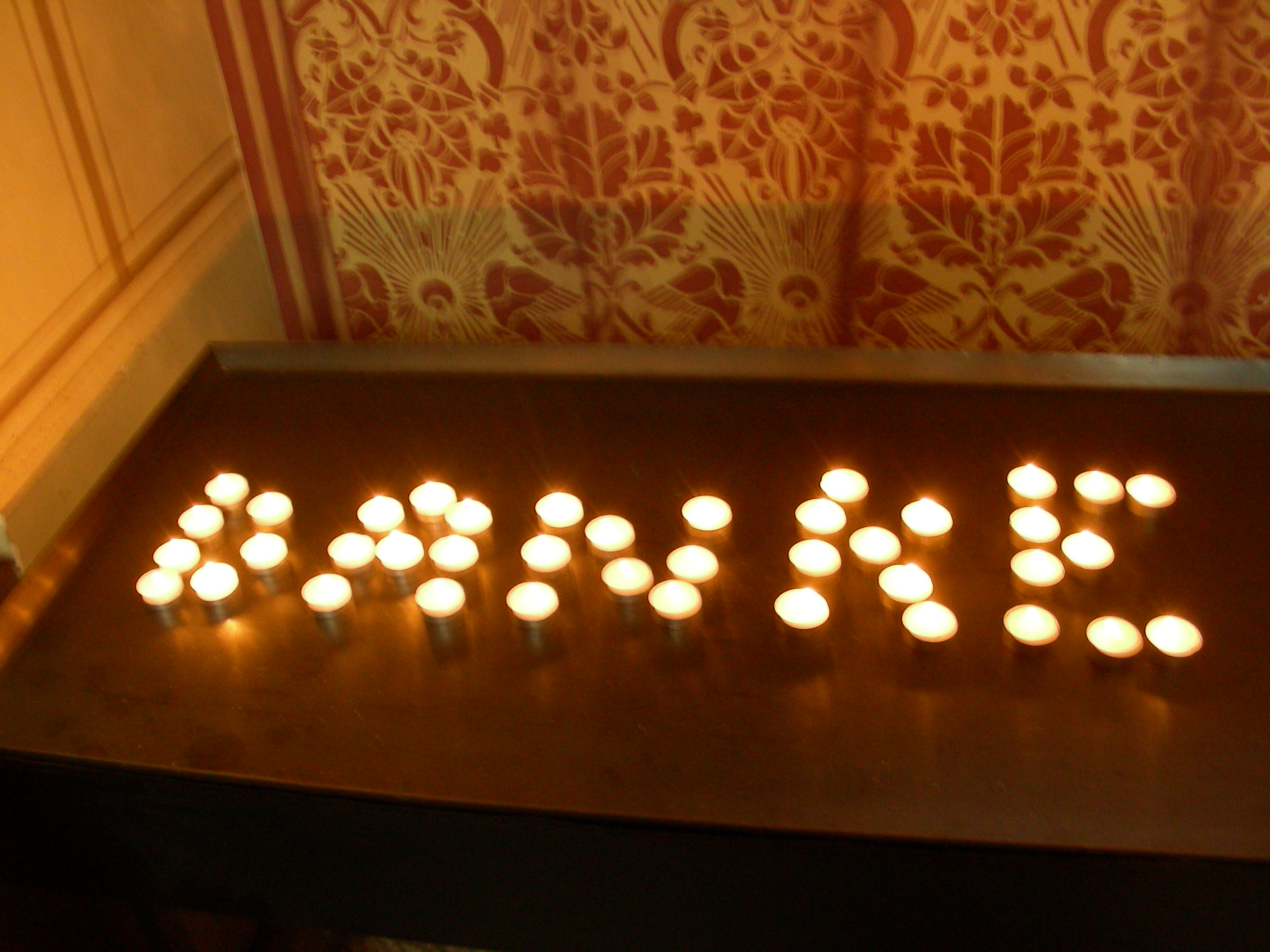
Danksagung mittels Opferlicht in der Wallfahrtskirche St. Marien in Kevelaer

Ursprünglich ist das Vorkommen des Dankes als einer positiven sozialen Sanktion, die schuldet, wer eine Wohltat empfangen hat, bis in früheste Formen gemeinschaftlichen Lebens diesseits des Tier-Mensch-Übergangsfeldes hinein anzunehmen (vgl. Tausch (Soziologie)). (Die negative soziale Sanktion, die einer ebensolchen antwortet, ist z. B. die Rache.)
Zumal einer Gottheit den Dank vorzuenthalten, war gewagt (vgl. Hybris). In der Bibel ist von Dankopfern und Dankpsalmen die Rede. Im Neuen Testament wird die Dankbarkeit Gott gegenüber durch Mahnungen ständig eingefordert, stärker jedenfalls als gegenüber Mitmenschen.

„Keine Schuld ist dringender als die, Dank zu sagen.“

## Pädagogische Perspektive
Im Allgemeinen lässt sich der Dank von z. B. Erziehenden im konkreten Fall auch als erziehungsrelevantes Verhalten und hier im speziellen Fall als eine Form der Verstärkung (s. Lerntheorie) bzw. positiven Verstärkung interpretieren. Der Dank würde damit das (soeben realisierte) Verhalten des Kindes/Jugendlichen verstärken. Der Dank anerkennt somit das Verhalten des Kindes und bewertet es als positiv (vgl. Manipulation, Lob, Dankbarkeit, soziale Sanktion).